# Michelbach (Alzenau)

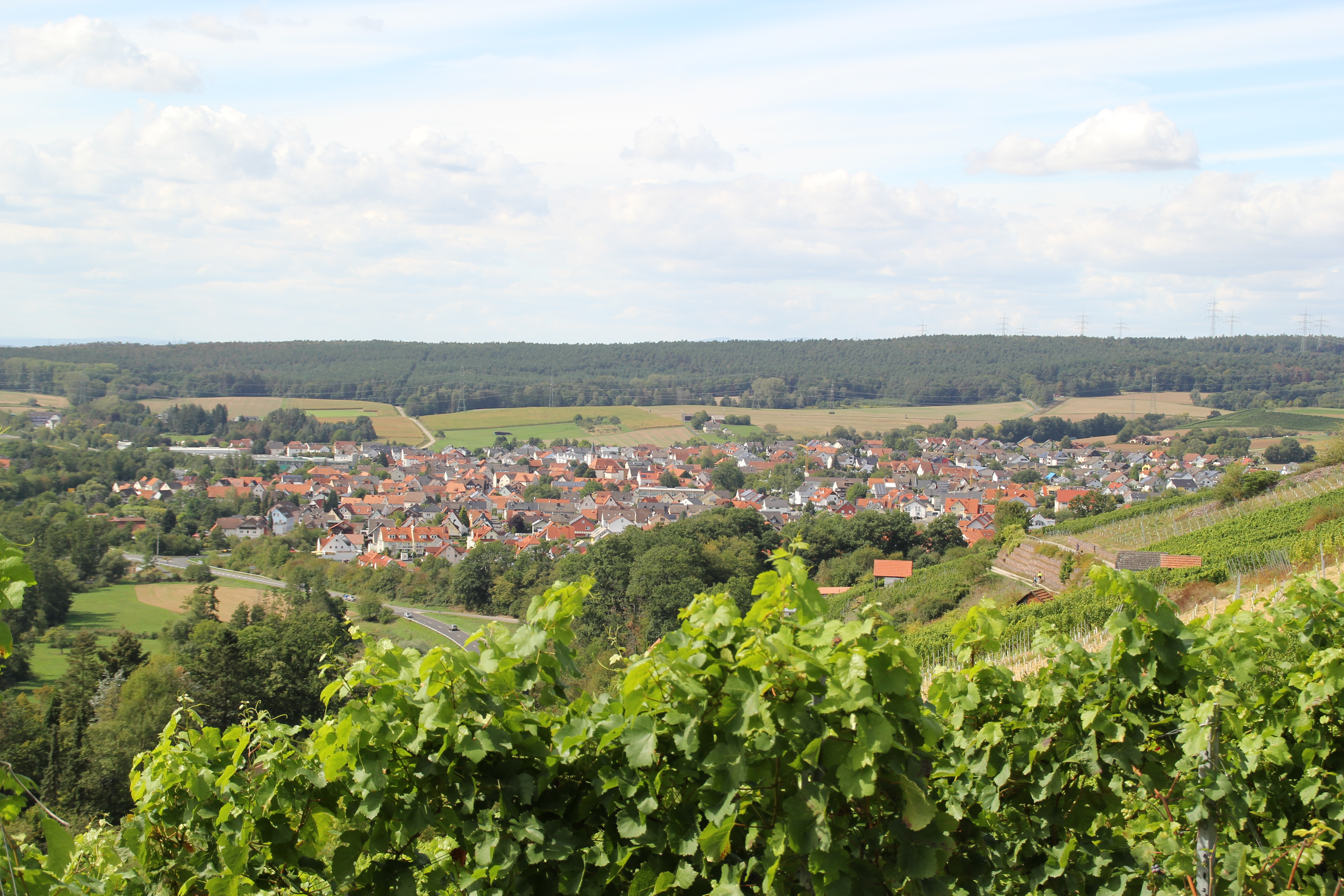
Michelbach vom Weinberg Apostelgarten aus gesehen

Michelbach ist ein Gemeindeteil der Stadt Alzenau im unterfränkischen Landkreis Aschaffenburg in Bayern.

## Geographie
Das Pfarrdorf Michelbach liegt im unteren Kahlgrund nordöstlich der Kernstadt von Alzenau und hat 2961 Einwohner. Die Kahl und die Staatsstraße 2305 trennen den Ort in einen Nord- und einen Südteil. Durch Michelbach führt der Fränkische Marienweg und durch den Südteil des Dorfes verlaufen die Bahnstrecke Kahl–Schöllkrippen sowie der Kahltal-Spessart-Radweg. Der topographisch höchste Punkt der Dorfgemarkung befindet sich unterhalb des Gipfels der Hohen Mark mit 383 m ü. NHN (Lage), der niedrigste liegt an der Kahl auf 131 m ü. NHN (Lage). An den Hängen des Heidkopfes, eines Nebengipfels des Hahnenkammhöhenzuges, liegt die Wohnsiedlung Birkenberg. Michelbach ist der nördlichste Weinanbauort Bayerns. Hier werden vorwiegend Riesling und Müller-Thurgau angebaut.

### Nachbargemarkungen
Folgende Gemarkungen grenzen an das Ortsgebiet von Michelbach:
| Somborn | Albstadt                                    |                             |
| Alzenau | Kompassrose, die auf Nachbargemeinden zeigt | Neuses                      |
|         | Kälberau                                    | Mömbris und Niedersteinbach |

## Name
Seinen Namen hat Michelbach (ahd. Michel für groß) vom gleichnamigen Michelbach (heute Weibersbach), der durch den Ort der Kahl zufließt. Im 9. Jahrhundert schrieb man den Ort noch „Mihilbaha“. Im Kahlgründer Dialekt wird der Ort „Mechelbach“ oder „Mischelbach“ genannt.

## Geschichte

### Mittelalter

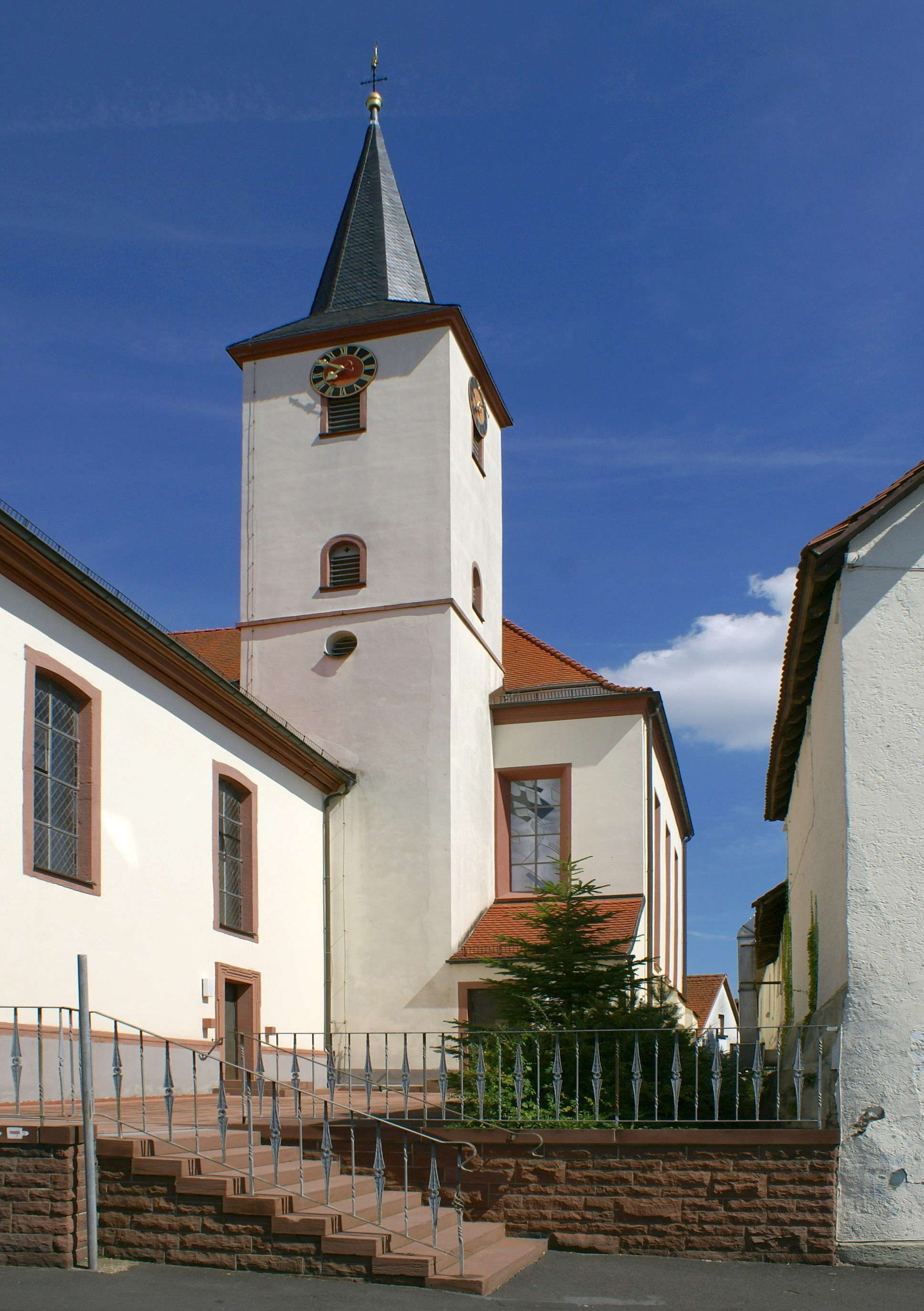
Pfarrkirche St. Laurentius in Michelbach, Ansicht von der Laurentiusstraße

Michelbach gehörte zum Gericht Alzenau, das wiederum ein Teil des Freigerichts Alzenau war. Das Freigericht war zwar reichsunmittelbar, aber das Reich verpfändete oder vergab das Gebiet immer wieder. So wechselten die Landesherren, zu denen die Herren und späteren Grafen von Hanau, die Herren von Randenburg und die Herren von Eppstein zählten.

### Neuzeit
Im Jahr 1500 belehnte der römisch-deutsche König Maximilian I. den Erzbischof von Mainz und den Grafen von Hanau-Münzenberg gemeinsamen mit dem Freigericht, das sie nun als Kondominat verwalteten. Da im Freigericht auch zur Zeit des Kondominats die kirchliche Jurisdiktion bei den Erzbischöfen von Mainz verblieb, konnte sich die Reformation – im Gegensatz zur Grafschaft Hanau-Münzenberg – dort nicht durchsetzen. Michelbach blieb römisch-katholisch.
Von 1601 bis 1605 fand im Freigericht Alzenau eine große Hexenverfolgung statt. In deren Folge wurden auch 17 Frauen aus Michelbach auf dem Scheiterhaufen als Hexen lebendig verbrannt.
Als Graf Johann Reinhard III. 1736 als letzter männlicher Vertreter des Hauses Hanau starb, war dessen Erbe hinsichtlich der Grafschaft Hanau-Münzenberg aufgrund eines Erbvertrages der Landgraf von Hessen-Kassel. Ob das Erbe sich auch auf den Hanauer Anteil an dem Kondominat erstreckte, war in den folgenden Jahren zwischen Kurmainz und Hessen-Kassel heftig umstritten. Der Streit endete in einem Kompromiss, dem Partifikationsrezess von 1740, der eine Realteilung des Kondominats vorsah. Es dauerte allerdings bis 1748, bis der Vertrag umgesetzt war. Michelbach fiel dabei an Kurmainz.
Der Reichsdeputationshauptschluss des Jahres 1803 schlug das Amt Alzenau der Landgrafschaft Hessen-Darmstadt (ab 1806: Großherzogtum Hessen) zu, die es aber nur 13 Jahre behielt. Im Jahr 1816 trat das Großherzogtum das Amt an das Königreich Bayern ab. Seitdem ist Michelbach bayerisch.
Die Gemeinde Michelbach gehörte zum Bezirksamt Alzenau, das am 1. Juli 1862 gebildet wurde. Dieses wurde am 1. Januar 1939 zum Landkreis Alzenau in Unterfranken. Mit dessen Auflösung kam Michelbach am 1. Juli 1972 in den neu gebildeten Landkreis Aschaffenburg.
Am 1. Juli 1975 gab Michelbach im Zuge der Gebietsreform in Bayern seine Selbständigkeit auf und wurde der Stadt Alzenau angegliedert.

## Sehenswürdigkeiten

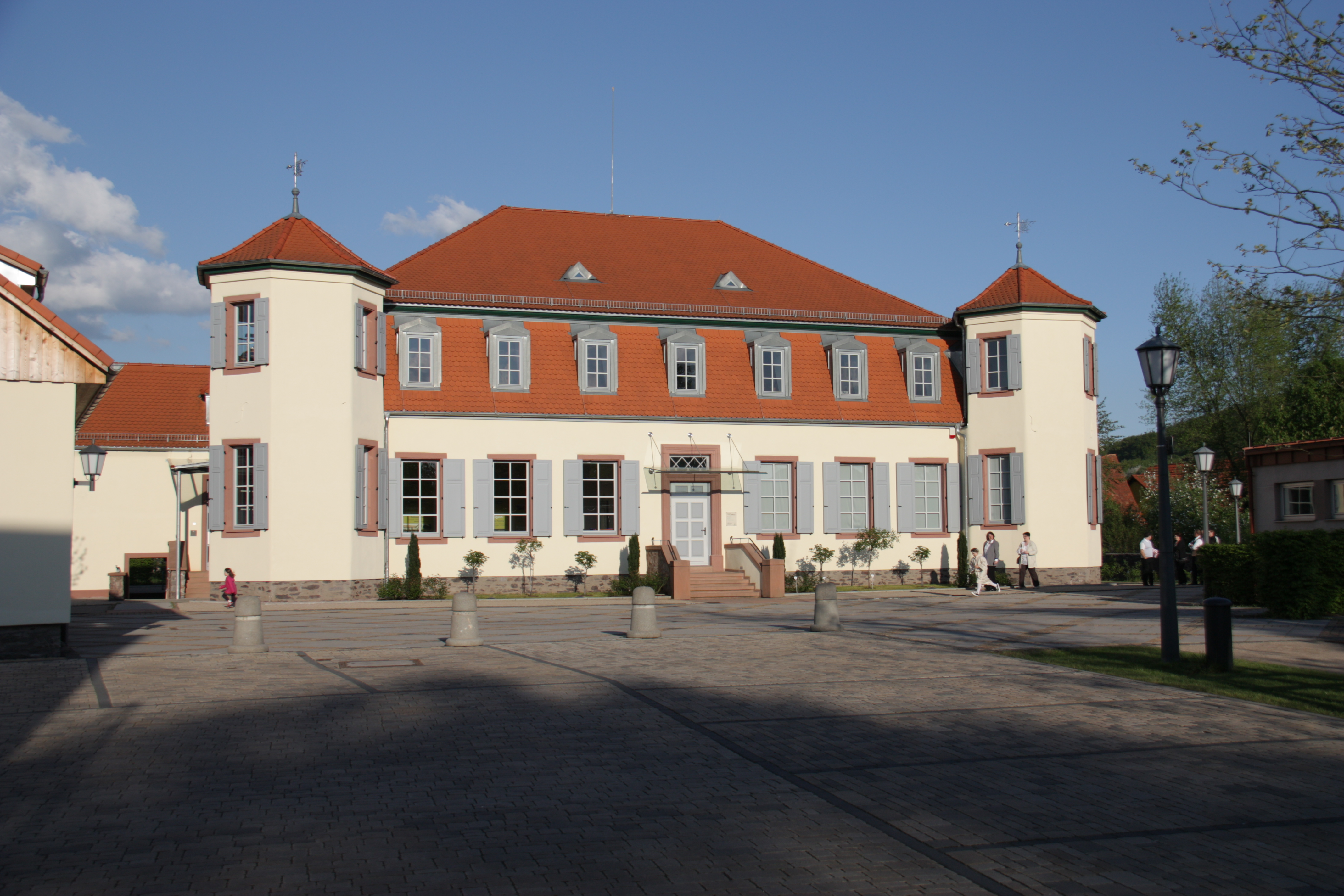
Das Michelbacher Schlösschen

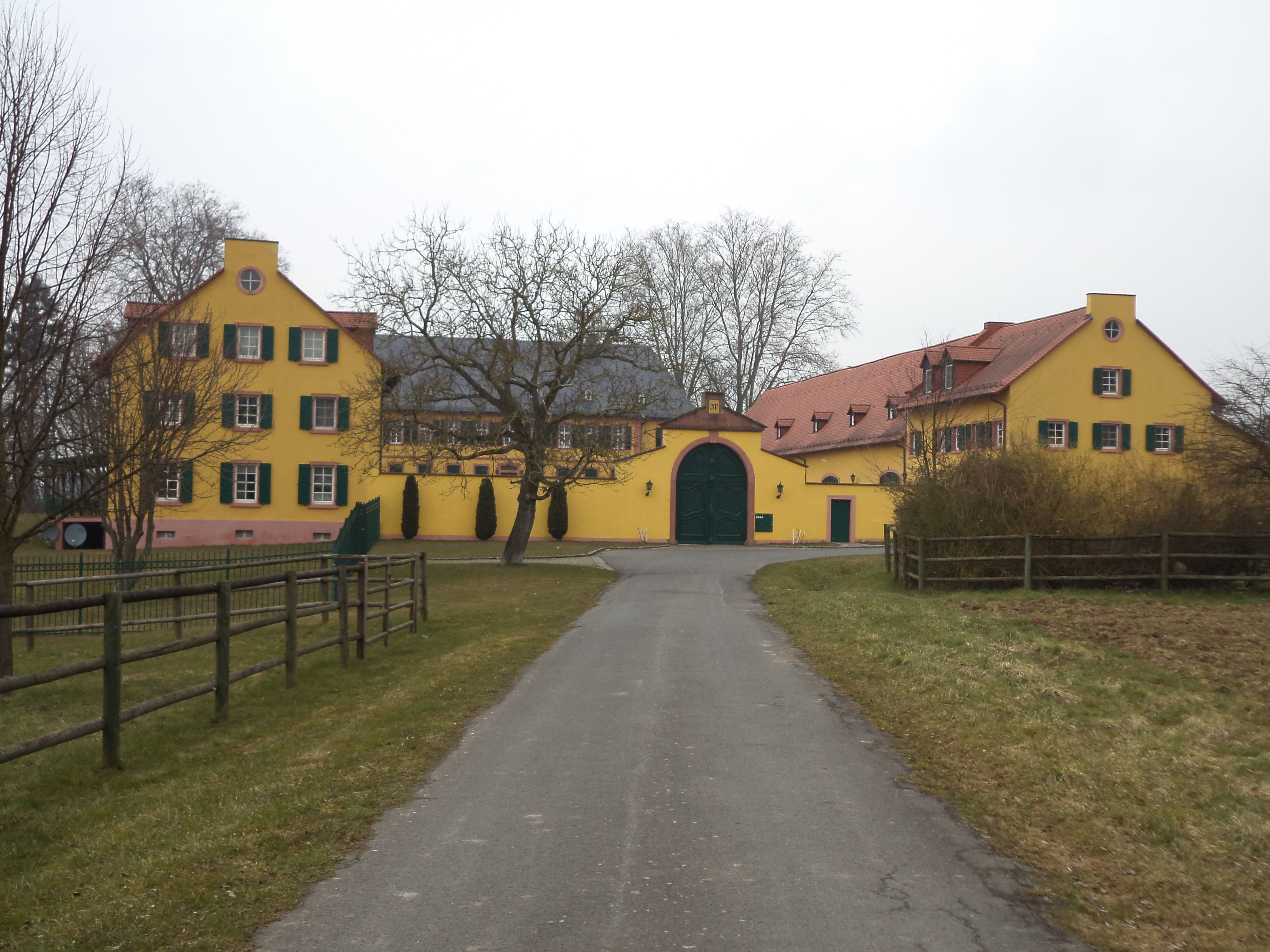
Das Schloss Maisenhausen

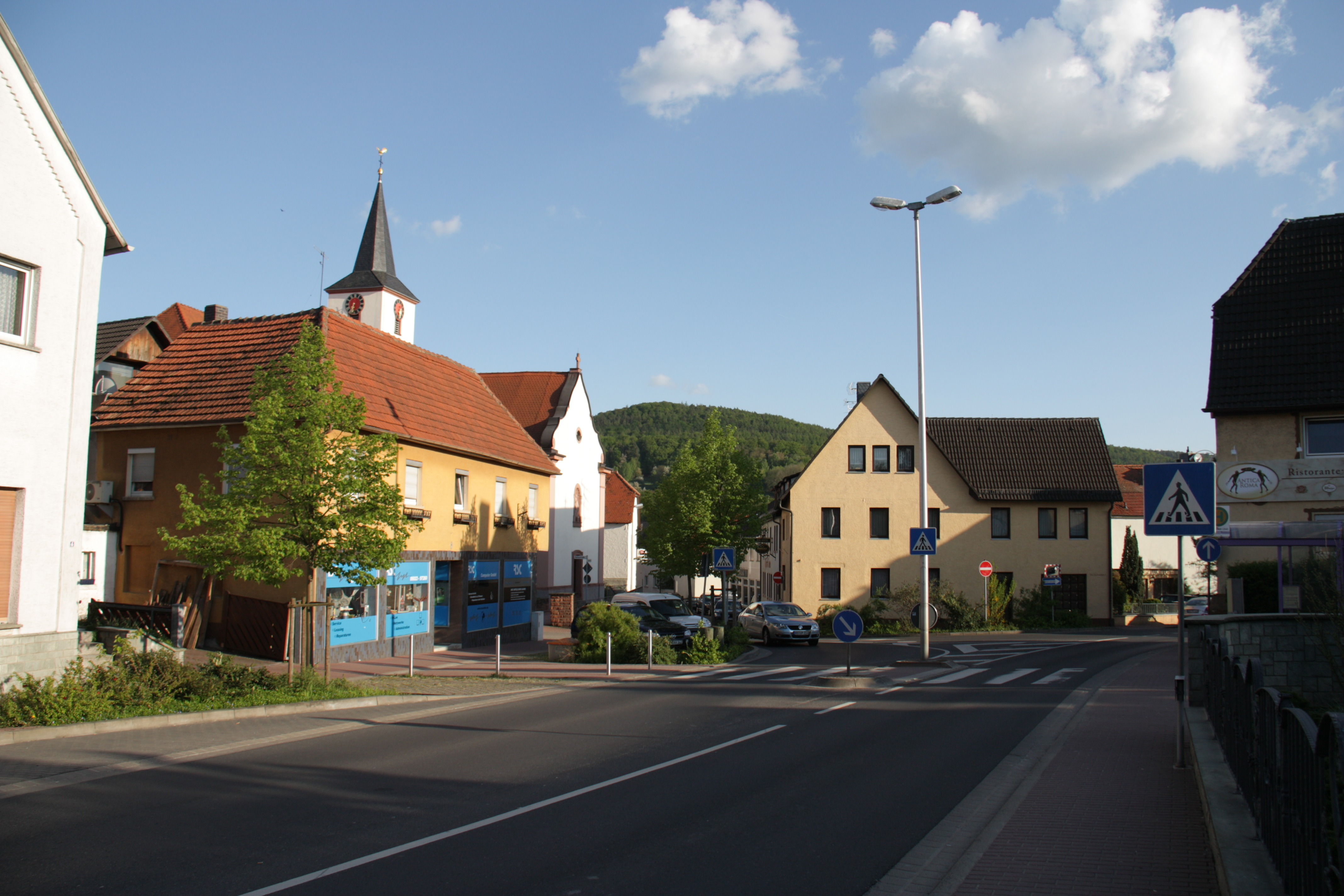
Der Lindenplatz in Michelbach

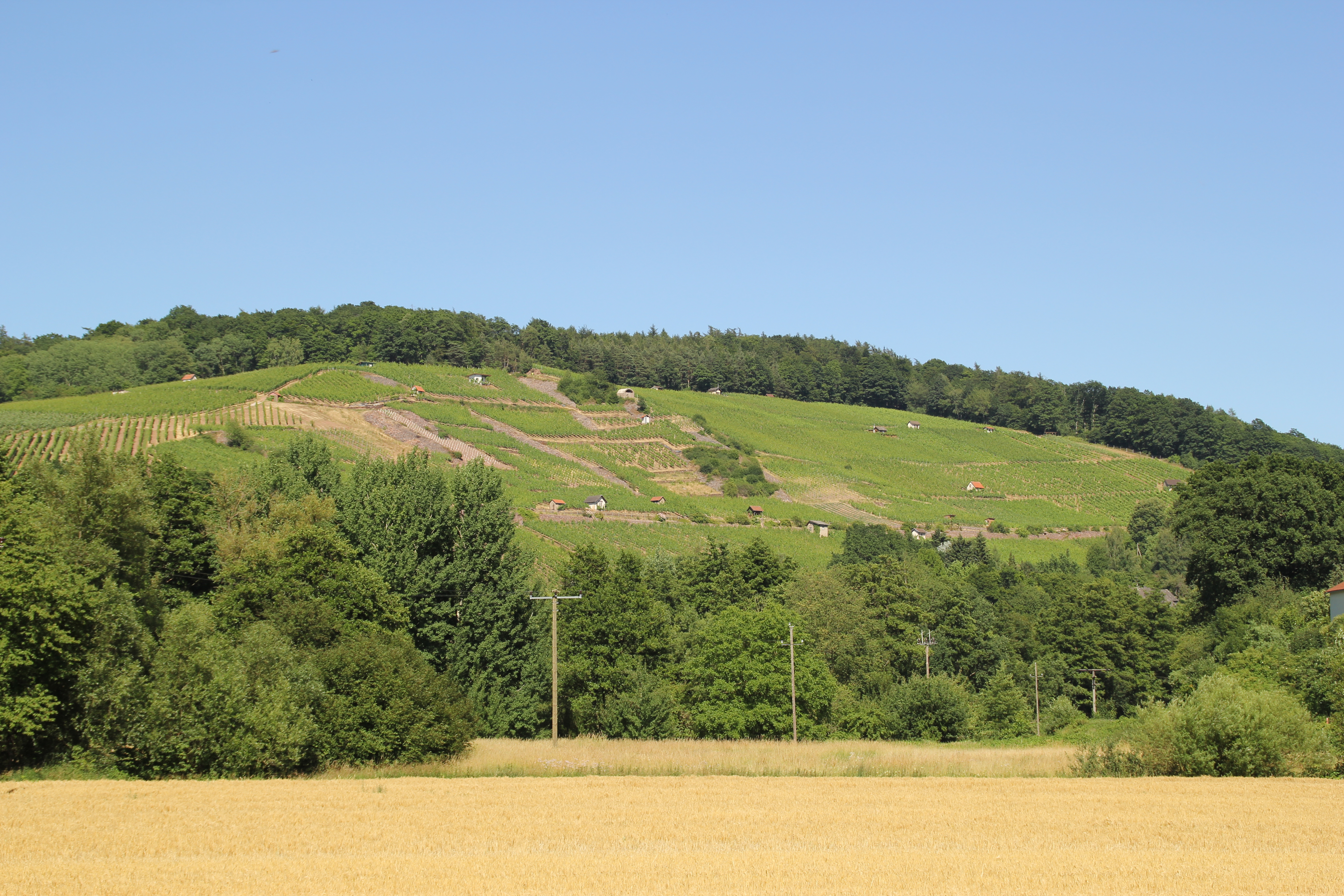
Weinberg Apostelgarten

- Das Michelbacher Schlösschen ist ein zweigeschossiges barockes Schloss, das aus einem Wasserschloss des 16. Jahrhunderts hervorging. Es befindet sich nahe den Kreuzungen der Staatsstraßen 2305 und 2444; von der alten Anlage ist lediglich ein Mauerkern erhalten. Der erste Schlossbesitzer war Rupertus de Willemin, ihm folgte Freiherr Ferdinand Kaspar Joseph von Wrede, welcher um 1700 das Wasserschloss in die heutige Form umbaute. Diesem folgte Marquis du Chastler, der das Schlösschen von seinem Vorgänger erwarb. Nach einem weiteren Besitzerwechsel kaufte es der Frankfurter Ratsherr David Domer im Jahre 1862. Von der Familie Domer/Hendschel erwarb es die Gemeinde Michelbach im Jahr 1930. Ab 1949 stand es der Kirchengemeinde zur Nutzung zur Verfügung. Es diente zwischenzeitlich bis 1980 auch als Altersheim. Seit September 2006 wurde es durch Generalsanierung und Umbau als Museum der Stadt Alzenau einer neuen Bestimmung zugeführt und dient außerdem als Veranstaltungsort.
- Die Pfarrkirche St. Laurentius wurde in den Jahren 1776/1777 zum Teil auf den Mauerresten einer im Jahr 1588 errichteten Kapelle erbaut. Im Inneren befinden sich mehrere Epitaphe des Ortsadels. 2006/2007 wurde der Innenraum der Pfarrkirche renoviert, Renovierungsarbeiten wurden vor allem am neu gestalteten Altarraum vorgenommen. Am 1. April 2007 konnte die erste Messe in der renovierten Kirche gefeiert werden.
- Das Schloss Maisenhausen, gebaut in Albstädter Randlage zum Ortsteil Michelbach, ist ein als Villa umgebauter Gutshof (1753), welcher sich in Privatbesitz befindet und nicht öffentlich zugänglich ist.
- Kulturweg Am Sülzert[8] – Vom Ringwall zum Landsitz
- Früher befand sich die Kihn-Mühle in Michelbach. Sie war einst die leistungsfähigste Mühle Unterfrankens und versorgte das Dorf mit elektrischem Strom. Heute ist nichts mehr von der Mühle zu sehen. Das Gebäude wurde 2011 abgerissen. Ursprünglich wurde 1731 die „Brückenmühle“ von Johann Adam Kihn erworben und 1848 von Valentin Kihn zur Großmühle ausgebaut.

## Weinbau
Michelbach besitzt neben dem denkmalgeschützten Weinberg Apostelgarten weitere Weinberge, in denen seit Jahrhunderten an der Westseite des Hahnenkamms Weißweine angebaut werden.

## Vereine und Verbände
Michelbach weist ein aktives Vereinsleben auf mit mehreren Gesangs- und Musikvereinen, einem Kleintierzuchtverein, einem Turnverein, einem Schützenverein, dem Fußball-Sportverein und der Freiwilligen Feuerwehr. Das Spielleuteorchester des TV 1901 Michelbach e. V. wurde 1906 offiziell gegründet, ist somit der älteste Spielmannszug Bayerns und Besitzer der Pro-Musica-Plakette. Er war Bayerischer Meister 1999, 2009, 2017 und 2019 des LSW Bayern, Deutscher Meister 2004, 2006, 2010 und 2019 des DBV sowie zweimaliger Rheinland-Pfalz-Meister 2005 des LSW Rheinland-Pfalz.

## Persönlichkeiten
- Karl Kihn (* 28. Mai 1854 in Michelbach; † 9. Januar 1934 in Aschaffenburg), deutscher Arzt und Geschichts- und Heimatforscher
- Valentin Kihn (* 9. Januar 1822 in Michelbach; † 13. April 1901 in Michelbach), Bayerischer Landtagsabgeordneter für die Patriotenpartei
- Rudolf Ritter von Horstig, genannt d’Aubigny von Engelbrunner (1858–1936), Architekt in München und Würzburg, Vorstand der königlichen Universitätsbauinspektion in Würzburg
- Friedrich Huth (* 19. November 1892 in Michelbach; † 20. April 1980 in Alzenau-Michelbach), Reichs- und Landtagsabgeordneter; Mitglied der verfassungsgebenden Landesversammlung; Landrat
- Anna Bergmann (* 1953), Kulturhistorikerin
- Dominik Bauer (* 1978), Teil des Karikaturisten-Duos Hauck & Bauer